# Les éradicateurs
Na política da Argélia, Les éradicateurs ("Os Erradicadores") foram uma facção dentro do establishment político e militar argelino durante a guerra civil daquele país, que a partir de 1992 opôs os rebeldes islamistas contra um governo militar instalado.

## Descrição
Les éradicateurs não viam espaço para compromissos com políticos islamistas e acreditavam que as organizações militantes deveriam ser eliminadas pela força, recusando conversas com seus representantes por considerá-los como terroristas. Seus líderes incluíram o general Mohamed Lamari e o primeiro-ministro Redha Malek; eles receberam apoio de vários grupos, principalmente a União Geral dos Trabalhadores Argelinos (UGTA), mas também grupos menores de esquerda e feministas, como o "ultra-secularista" Rassemblement pour la culture et la démocratie (RCD).
Foram popularmente contrastados com les dialoguistes, ("Os Dialogadores"), que sustentavam que o diálogo e a reconciliação nacional eram o único caminho possível. A última facção acabou ganhando vantagem e a presidência de Abdelaziz Bouteflika (1999-2019) foi marcada por anistias e tentativas de atrair os islamistas de volta à política constitucional.
A Plataforma de Sant'Egidio de 1995, que uniu a maioria dos partidos de oposição argelinos, foi em grande parte dirigida contra a tendência dos éradicateurs.